# Янурусово (Татарстан)
Янурусово — село в Сармановском районе Татарстана. Административный центр Янурусовского сельского поселения.

## География
Находится в восточной части Татарстана на расстоянии приблизительно 4 км на север по прямой от районного центра села Сарманово у речки Мензеля.

## История
Известно с 1719 года. В начале XX века упоминалось о наличии мечети и медресе.
В «Списке населенных мест по сведениям 1870 года», изданном в 1877 году, населённый пункт упомянут как деревня Енурусова (Янурусова) 4-го стана Мензелинского уезда Уфимской губернии. Располагалась при речке Мензеле, по левую сторону коммерческого тракта из Бирска в Мамадыш, в 55 верстах от уездного города Мензелинска и в 50 верстах от становой квартиры в селе Бережные Челны. В деревне, в 87 дворах жили 505 человек (248 мужчин и 271 женщина, татары), были мечеть, училище. Жители занимались земледелием, скотоводством.
По сведениям переписи 1897 года, в деревне Янурус Мензелинского уезда Уфимской губернии жили 742 человека (387 мужчин и 355 женщин), все мусульмане.

## Население
Постоянных жителей было: в 1870—519, в 1897—742, в 1906—863, в 1926—800, в 1949—803, в 1958—623, в 1970—521, в 1979—459, в 1989—424, 387 в 2002 году (татары 99 %), 361 в 2010.